# Lepidodactylus moestus
Lepidodactylus moestus este o specie de șopârle din genul Lepidodactylus, familia Gekkonidae, descrisă de Peters 1867. A fost clasificată de IUCN ca specie cu risc scăzut. Conform Catalogue of Life specia Lepidodactylus moestus nu are subspecii cunoscute.